# غراي باي
غراي فيرنبيرغ باي (بالدنماركية: Gry Wernberg Bay)‏ وهي ممثلة ومغنية دنماركية ولدت في يوم 15 اغسطس 1974 في مدينة فريدريكسبرغ في الدنمارك، مثلت أدوار إستفزازية جنسية في فلم All About Anna في 2005.

## روابط خارجية
- غراي باي على موقع IMDb (الإنجليزية)
- غراي باي على موقع ألو سيني (الفرنسية)
- غراي باي على موقع أول موفي (الإنجليزية)
- غراي باي على موقع قاعدة بيانات الفيلم (الإنجليزية)
- غراي باي على موقع كينوبويسك (الروسية)